# Зульфікаров Тимур Касимович
Зульфікаров Тимур Касимович (*17 серпня 1936, Душанбе) — таджицький і російський письменник, кінодраматург. Лауреат англійської премії «КОЛЛЕТС» (1993).
З 1956 р. навчався на філософському факультеті Ленінградського університету. Пізніше перевівся й закінчив Літературний інститут імені Горького в 1961 році.
З 1962 р. — сценарист кіностудії «Таджикфільм». Автор сценаріїв до ряду документальних та художніх кінострічок, у тому числі — української кінокартини «Чорна курка, або Підземні жителі» (1980).
Автор понад 20 книг, що вийшли у світ. Їх загальний тираж перевищив  мільйон примірників. Восени 2004 року книга «Золоті притчі Ходжі Насреддіна» письменника Тимура Зульфікарова отримала першу російську літературну премію «Ясна Поляна» у номінації «Видатний художній твір російської літератури».
Живе й працює в Москві.